# Religioni in Bangladesh
L'Islam è la più ampia formazione religiosa presente in Bangladesh, costituendo i musulmani il 90% abbondante della popolazione; seguono poi gli induisti rappresentati dall'8,2%, mentre buddisti, cristiani e coloro che praticano altre religioni o non credenti costituiscono il restante degli abitanti del paese.
 La pratica religiosa ha sempre rappresentato una fortissima componente dell'identità religiosa personale e di gruppo, anche se ciò è via via variato nel corso del tempo: un sondaggio svolto nel 2003 confermava che la scelta religiosa è la prima caratteristica per l'auto-identificazione del cittadino; infine, secondo un articolo pubblicato dal governo, il vero e proprio ateismo è una condizione esistenziale estremamente rara.

## Islam
I musulmani rappresentano il 90,4% degli abitanti; la maggior parte di loro sono sunniti, ma vi è pure una piccola comunità di sciiti ed un'ancora minore gruppo comunitario Ahmadiyya. Nella stragrande maggioranza gli sciiti risiedono nelle comunità urbanizzate: anche se in pochi, il rispetto e la commemorazione dell'anniversario del martirio del nipote del profeta Maometto, al-Husayn ibn Ali è ampiamente osservato anche dai sunniti della nazione.
La comunità musulmana nella regione del Bengala ha sviluppato tendenze indipendentiste di stampo islamico contro la dominazione dell'India; questo fino a portare alla nascita dell'attuale entità statale nel 1970-71. La conservazione di elementi culturali pre-islamici di periodo indo-buddhista ha di fatto impegnato verso un Islam non perfettamente univoco all'interno del territorio nazionale.
 L'induismo conservatosi in Bangladesh differisce, almeno per alcuni aspetti, da quello presente in altre parti dell'Asia meridionale, influenzato com'è sia dalle pratiche che dalla vera e propria struttura sociale della maggioritaria comunità musulmana.
Nonostante lo sforzo e l'impegno generale alla pratica musulmana, l'osservanza degli stessi principi e riti islamici può variare a seconda della posizione sociale, locale e finanche dalle proprie personali considerazioni: nelle regioni più rurali, alcune credenze e pratiche tendono ad incorporare elementi che differiscono anche con la ferrea ortodossia, ed a volte infine entrandone addirittura in conflitto.

## Induismo
L'induismo è la seconda confessione religiosa del Bangladesh, coprendo secondo il censimento del 2001 circa il 10% dell'intera popolazione: in termini di popolazione assoluta è il terzo stato indù del mondo, dopo la stessa India ed il Nepal. Di fatto questo tipo d'induismo ricorda da vicino quello praticato nella confinante regione indiana del Bengala occidentale.

## Buddhismo
La dottrina praticata dal buddhismo, soprattutto quello che segue la scuola del Buddhismo Theravada, è seguita da poco più di un milione di persone, circa lo 0,7% degli aderenti a qualche forma religiosa. Durante l'antichità la regione dell'attuale Bangladesh era uno dei maggiori centri di propagazione della fede nel Signore Buddha verso il Sudest asiatico; la religiosità buddhista, comprese la sua filosofia ed architettura, partì da qui per giungere fino in Tibet, Thailandia fino all'Indonesia e all'arcipelago dell'attuale Malaysia.
Per fare solo un esempio, l'architettura buddhista della Cambogia, tra cui il tempio di Angkor Wat ed il vihara/monastero di Borobudur, si ritiene siano stati ispirati dagli antichi monasteri bengalesi, come il Somapura Mahavihara.
La maggior parte dei seguaci del buddhismo vivono oggi nella regione sudorientale del paese, in particolare nel tratto denominato "Chittagong Hill Tracts" e nella città di Chittagong, oltre al distretto di "Comilla"; appartenenti in special modo alle etnie "Chakma", "Chak", "Marma", "Tanchangya" e "Khyang" le quali fin dal loro primo arrivo in Bengala hanno professato la fede buddhista. Anche alcuni gruppi tribali, in particolare quelli praticanti varie forme d'animismo, hanno lungo il corso dei secoli subito una qual certa influenza buddhista e ciò risulta vero soprattutto per le comunità degli "Mru" (detti anche Mros) e dei "Khumi"; in misura molto minore nel caso di altre tribù.
Il buddhismo è infine praticato anche dai bengalesi di lingua Baruas i quali son quasi esclusivamente concentrati nel circondario di Chittagong.

## Cristianesimo
Il cristianesimo è arrivato in quello ch'è oggi il Bangladesh tra la fine del XVI sec e l'inizio del XVII sec attraverso i commercianti portoghesi e i missionari; rappresentano oggi lo 0,6% dell'intera popolazione. In prevalenza sono cattolici romani, i rimanenti, protestanti.

## Fede Bahá'í
I credenti bahá'í si sono stabiliti nel territorio dell'attuale Bangladesh ben prima dell'indipendenza del paese dall'India. Le radici arcaiche di tale fede nella regione risalgono i primissimi tempi dalla fondazione nel 1844 del Bábismo, di cui si trovano ad esser diretti precursori. Durante la vita del fondatore Bahá'u'lláh, egli stesso incoraggiò alcuni dei suoi seguaci a trasferirsi dalla Persia in territorio indiano, all'epoca facente già parte dell'impero anglo-indiano.
Il primo di essi potrebbe esser stato Jamál Effendi il quale, inviato nella regione, si fermò a Dacca più di una volta.
I primi Baha'i che presero residenza stabile nella regione sarebbero diventati poi il gruppo bengalese del distretto di Chittagong, i quali accettarono la nuova religione mentre si trovavano in Birmania. Durante i primi anni '50 vi erano abbastanza membri da creare ed eleggere assemblee spirituali locali nelle due principali città, quindi sia a Chittagong sia a Dacca.
La comunità baháí contribuisce al progresso della nazione sia individualmente che collettivamente,  è attiva in diversi campi, tra cui l'educazione, lo sviluppo sociale e la promozione della pace. I baháʼí bengalesi gestiscono scuole, centri di sviluppo comunitario e progetti di aiuto umanitario. Nel 2005 la sua popolazione in Bangladesh era stimata sulle 10.000 unità.

## Percentuali
| Gruppo religioso | Popolazione % 1975 | Popolazione % 1990 | Popolazione % 2010 |
| ---------------- | ------------------ | ------------------ | ------------------ |
| Musulmani        | 86%                | 89%                | 90.4%              |
| Hinduisti        | 13.2%              | 10.0%              | 8.2%               |
| Cristiani        | 0.3%               | 0.4%               | 0.6%               |
| Buddhisti        | 0.3%               | 0.5%               | 0.7%               |
| Altri            | 0.2%               | 0.1%               | 0.1%               |

## Legislazione e libertà religiosa
Anche se inizialmente il Bangladesh ha optato per un'ideologia nazionalista laica nella propria Costituzione, il detto principio di laicità è stato sostituito sempre più nel corso dei decenni da un impegno e sforzo coerente al modo di vita musulmano, questo attraverso una serie di emendamenti costituzionali e proclami del governo tra il 1977 e il 1988. La carta costituzionale del paese stabilisce l'Islam quale unica religione di Stato ma prevede pure il pieno diritto per i propri cittadini di praticare nei limiti della legge, soggetti all'ordine pubblico ed alla moralità, la fede religiosa di propria scelta.
Il governo nella generalità dei casi rispetta tali disposizioni nella pratica, purtuttavia alcuni membri appartenenti alle comunità di minoranza indù, buddhiste, cristiane e Ahmadiyya continuano a subire più o meno gravi discriminazioni. La componente governativa tra il 2001 e il 2006 guidata da una coalizione di 4 partiti (Bangladesh Nationalist Party , Jamat-e-Islami Bangladesh , Islami Oikya Jote and Bangladesh Jatiyo Party) ha vietato attraverso un'ordinanza esecutiva tutte le opere letterarie Ahmadi. Infine, il diritto di famiglia in materia di divorzio, adozione etc varia a seconda della religione professata espressamente dalle persone coinvolte; non vi sono restrizioni di legge sul matrimonio tra membri di differenti fedi.